# Павија ди Удине
Павија ди Удине (итал. Pavia di Udine) је насеље у Италији у округу Удине, региону Фурланија-Јулијска крајина.
Према процени из 2011. у насељу је живело 1037 становника. Насеље се налази на надморској висини од 65 м.

## Становништво
Према резултатима пописа становништва 2011. у општини је живело 5.698 становника.
| 1936. | 1951. | 1961. | 1971. | 1981. | 1991. | 2001. | 2011. |
| ----- | ----- | ----- | ----- | ----- | ----- | ----- | ----- |
| 5.134 | 5.079 | 4.450 | 4.647 | 5.398 | 5.422 | 5.477 | 5.698 |